# بلیک نلسون
بلیک نلسون (انگلیسی: Blake Nelson؛ زادهٔ ۳۱ اوت ۱۹۶۵) یک نویسنده اهل ایالات متحده آمریکا است.